# Услу, Музаффер Тайип
Музаффер Тайип Услу (тур. Muzaffer Tayyip Uslu; 1922, Стамбул — 3 июля 1946, Зонгулдак) — турецкий поэт.

## Биография и творчество
В средней школе в Зонгулдаке его учителем был Бехчет Неджатигиль. Музаффер Тайип Услу не смог получить высшее образование в Стамбульском университете по причине бедности и болезни. Он был вынужден тяжело работать на местных угледобывающих предприятиях. Как и его друг поэт Рюштю Онур скончался от туберкулёза.
Музаффер Тайип Услу один из признанных поэтов, отразивший в своих стихотворениях красоту жизни и тайной печали, вопреки перенесённым страданиям. Его лучшие произведения собраны и изданы сборником его другом и журналистом Музаффером Сойсалем (Muzaffer Soysal) в 1945 году. В 1956 году писатель Неджати Джумалы издал собрание Музаффера Тайипа.
22 Февраль 2013 года вышел фильм Йылмаза Эрдогана «Сон бабочки», где рассказана история Музаффера Тайипа (сыграл Кыванч Татлытуг) и его друга Рюштю Онура (сыграл Мерт Фырат).
В память о поэте назван один из залов Зонгулдакского университета (Zonguldak Bülent Ecevit Üniversitesi).